# Nasiruddin Bughra Khan
Nasiruddin Bughra Khan was een Turks-Perzische, islamitische heerser over Bengalen in de late 13e eeuw. Hoewel in naam ondergeschikt aan de sultan van Delhi regeerde hij vanaf 1287 als onafhankelijk sultan.
Bughra Khan was de tweede zoon van de sultan van Delhi, Ghiyasuddin Balban. Hij fungeerde onder zijn vader als gouverneur, eerst van Samana en Sanam. In 1280 assisteerde hij zijn vader bij het neerslaan van de opstand van Tughral Tughan Khan in Bengalen. Bij zijn vertrek uit Bengalen stelde de sultan zijn zoon aan als gouverneur in Lakhnauti. 
Balban schijnt overigens geen hoge verwachtingen van Bughra Khan te hebben gehad, maar toen diens oudere broer sneuvelde tegen de Mongolen werd Bughra Khan teruggeroepen naar Delhi. Hij weigerde echter de rol van troonopvolger te spelen en bleef liever in Bengalen. Na de dood van Balban werd daarom een jonge zoon van Bughra Khan, Muizuddin Qaiqabad, op de troon gezet. In werkelijkheid trok vizier Jalaluddin Firuz Khalji in Delhi alle macht naar zich toe.
Bughra Khan was echter niet van plan Qaiqabad als meerdere te erkennen en vader en zoon trokken tegen elkaar ten strijde. Voor de slag kon losbarsten werd alles echter op vreedzame wijze bijgelegd. Bughra Khan bleef Bengalen de facto zelfstandig regeren. In 1290 werd Qaiqabad vermoord en aan de kant gezet door Jalaluddin Firuz Khalji. Dit schokte Bughra Khan zo dat hij in 1291 aftrad ten gunste van een andere zoon, Ruknuddin Kaikaus.